# Лепрекон 6: Домой
«Лепрекон 6: Домой» (англ. Back 2 Tha Hood — Обратно на район) — американский комедийный фильм ужасов 2003 года режиссёра Роба Спера, продолжение фильма «Лепрекон 5: Сосед» и шестой фильм из серии о гноме. Премьера состоялась 30 декабря 2003 года.

## Сюжет
Банда молодых чернокожих без гроша в кармане промышляет мелкими кражами в афроамериканском квартале. Случай сводит их с небольшим сундучком золота, сокровища которого не убывают, несмотря на траты. Но начавшуюся беззаботную жизнь прерывает объявляющийся хозяин золота — последний лепрекон, одержимый жаждой мести любому, кто осмелится посягнуть на золото древнего короля. Но после того, как карлик возвращает золото, он сталкивается с ведьмой из банды.

## В ролях
| Актёр              | Роль           |
| ------------------ | -------------- |
| Уорик Дэвис        | Лепрекон       |
| Танги Миллер       | Эмили          |
| Лаз Алонсо         | Рори Джексон   |
| Пейдж Кеннеди      | Джейми         |
| Шерри Джексон      | Лиза Дункан    |
| Донзали Абернати   | Эсмеральда     |
| Шейк Махмуд-Бэй    | Уотсон         |
| Стики Фингаз       | Сэдрик         |
| Киша Шарп          | Шанель         |
| Соня Эдди          | Иоланда        |
| Бью Биллингсли     | Офицер Томспон |
| Крис Мюррэй        | Офицер Уитакер |
| Викилин Рейнольдс  | Дора           |
| Уилли Си Карпентер | Отец Джейкоб   |

## Факты
- Первоначально действие должно было происходить на тропическом побережье, но, поскольку съёмки должны были начать в разгар Весеннего отрыва, от подходящей натуры пришлось отказаться, как и от сюжетной идеи — в итоге героев вернули в город[1].

## Отзывы
Фильм занял 3 место в списке 25 самых худших сиквелов, по мнению журнала Entertainment Weekly.